# Eli Dasa
Eli Dasa (en hebreo: אלי דסה‎; Netanya, 3 de diciembre de 1992) es un futbolista internacional israelí que juega de defensa y se encuentra sin equipo tras abandonar el F. C. Dinamo Moscú.

## Selección nacional
Tras jugar con la selección de fútbol sub-16 de Israel, la sub-17, la sub-18, la sub-19 y la sub-21, finalmente hizo su debut con la selección absoluta el 3 de septiembre de 2015 en un partido de clasificación para la Eurocopa 2016 contra Andorra que finalizó con un resultado de 4-0 a favor del combinado israelí tras los goles de Eran Zahavi, Nir Biton, Tomer Hemed y de Moanes Dabour.

## Clubes
| Club                   | País         | Año       | Partidos | Goles |
| ---------------------- | ------------ | --------- | -------- | ----- |
| Beitar Jerusalem F. C. | Israel       | 2010-2015 | 136      | 3     |
| Maccabi Tel Aviv F. C. | Israel       | 2015-2019 | 145      | 6     |
| S. B. V. Vitesse       | Países Bajos | 2019-2022 | 90       | 1     |
| F. C. Dinamo Moscú     | Rusia        | 2022-2025 | 78       | 1     |

## Palmarés

### Campeonatos nacionales
| Título                 | Club                   | País   | Año  |
| ---------------------- | ---------------------- | ------ | ---- |
| Copa de Israel         | Maccabi Tel Aviv F. C. | Israel | 2016 |
| Copa de Israel         | Maccabi Tel Aviv F. C. | Israel | 2017 |
| Copa Toto              | Maccabi Tel Aviv F. C. | Israel | 2018 |
| Liga Premier de Israel | Maccabi Tel Aviv F. C. | Israel | 2019 |
| Copa Toto              | Maccabi Tel Aviv F. C. | Israel | 2019 |